# Carlotta Cambi
Carlotta Cambi (ur. 28 maja 1996 w San Miniato) – włoska siatkarka, reprezentantka kraju, grająca na pozycji rozgrywającej. 

## Sukcesy klubowe
Superpuchar Włoch:
- 2015

Liga Mistrzyń:
- 2016

Mistrzostwo Włoch:
- 2017

## Sukcesy reprezentacyjne
Mistrzostwa Europy Kadetek:
- 2013

Mistrzostwa Świata Juniorek:
- 2015

Volley Masters Montreux:
- 2018
- 2019

Mistrzostwa Świata:
- 2018

Letnia Uniwersjada:
- 2019

Liga Narodów:
- 2024[6], 2025[7]

Igrzyska Olimpijskie:
- 2024[8]